# Hypena excurvata
Hypena excurvata är en fjärilsart som beskrevs av Embrik Strand 1922. Hypena excurvata ingår i släktet Hypena och familjen nattflyn. Inga underarter finns listade i Catalogue of Life.